# Supercoop
Supercoop was een supermarktformule van de Nederlandse supermarktketen Coop Supermarkten. In 2004 werden de eerste vestigingen geopend en rond 2010 waren er zo'n 60 winkels.
De Supercoop was een van de drie formules van moederbedrijf Coop, naast de reguliere supermarkt Coop en de kleine (dorps)supermarkt CoopCompact. De naam SuperCoop werd gekoppeld aan grote winkels. Zij profileerden zich hierbij als prijsvechter. Vanaf 2011 wijzigde het beleid van Coop en werden de Supercoop-winkels afgebouwd, enkele Supercoop-filialen bleven nog tot 2024 bestaan alvorens over te gaan in een Plus-supermarkt.